# Crkva sv. Petra (Gotalovec)
Crkva sv. Petra je rimokatolička crkva u mjestu Gotalovec, u općini Budinščina, statusa zaštićena kulturnog dobra.

## Opis dobra
Crkva sv. Petra dominira na izdvojenom brežuljku, udaljenom od sela Gotalovec na krajnjem sjeveroistoku Krapinsko-zagorske županije. Prvi put se spominje 1639. g. kao dvorska kapela burga Gotalovec, u kojoj je vlastelinska obitelj Gothal imala svoju grobnicu. Sastoji se od tri osnovne cjeline: pravokutnog broda i kvadratnog svetišta na koje se nadovezuje nekadašnja poligonalna grobna kapela Gothala. Zadržala je gotički korpus broda i svetišta i po svojoj je tipologiji longitudinalna građevina, nešto nižeg i užeg svetišta četvorinastog oblika koji vremenski pripada u 15. st. Povećanje gotičke kapele u današnju barokiziranu crkvu odvijalo se od 16./17. st. do sredine 18. st.

## Zaštita
Pod oznakom Z-3514 zavedena je kao nepokretno kulturno dobro - pojedinačno, pravnog statusa zaštićena kulturnog dobra, klasificirano kao "sakralna graditeljska baština".